# Microcharis tritoides
Microcharis tritoides är en ärtväxtart som först beskrevs av John Gilbert Baker, och fick sitt nu gällande namn av Brian David Schrire. Microcharis tritoides ingår i släktet Microcharis och familjen ärtväxter.

## Underarter
Arten delas in i följande underarter:
- M. t. obbiadensis
- M. t. tritoides